# Фрессотти, Алехандро
Алехандро Хавьер Фрессотти (исп. Alejandro Javier Frezzotti; родился 15 февраля 1984 года, Монте-Буэй, Кордова) — аргентинский футболист, защитник клуба «Химнасия-и-Тиро».

## Клубная карьера
Фрессотти начал профессиональную карьеру в клубе «Ланус». В 2005 году он на правах аренды выступал за тиранское «Динамо». После ухода из «Лануса» Алехандро без особого успеха выступал за «Химансию» из Мендосы. В 2007 году он перешёл в «Чакарита Хуниорс», где быстро стал футболистом основы. В начале 2009 года Фрессотти на правах аренды перешёл в итальянский «Тревизо». 7 марта в матче против «Пармы» он дебютировал в Серии B. После окончания аренды Алехандро вернулся в «Чакарита Хуниорс», который к тому времени вышел в элиту.  Отыграв сезон на высшем уровне Фрессотти перешёл в «Химанисю Ла-Плата». 16 августа в матче против «Олимпо» он дебютировал за новую команду.
В начале 2011 года Фрессотти присоединился к перуанскому «Спортинг Кристал». 2 апреля в матче против «Аякучо» он дебютировал в перуанской Примере. 15 мая в поединке против «Универсидад Сан-Мартин» Алехандро забил свой первый гол за «Кристал».
В начале 2012 года он перешёл в чилийский «Сан-Луис Кильота», но уже летом вернулся на родину став игроком «Бока Унидос». 12 августа в матче против своего бывшего клуба «Химнасия Ла-Плата» он дебютировал за новую команду. После окончания сезона Алехандро подписал контракт с эквадорским «Депортиво Куэнка». 13 июля в матче против ЛДУ Кито он дебютировал в чемпионате Эквадора. 29 августа в поединке против «Макара» Фрессотти забил свой первый гол за «Депортиво Куэнка».
В начале 2015 года он присоединился к «Барселоне» из Гуаякиль. 31 января в матче против ЛДУ Лоха Алехандро дебютировал за новую команду. 25 февраля в поединке против «Эстудиантеса» он дебютировал в Кубке Либертадорес. Отыграв полгода Фрессотти в качестве свободного агента вернулся на родину. Его новым клубом стал «Темперлей». 20 июля в матче против «Индепендьенте» он дебютировал за новый клуб.